# گذرگاه شمال غربی

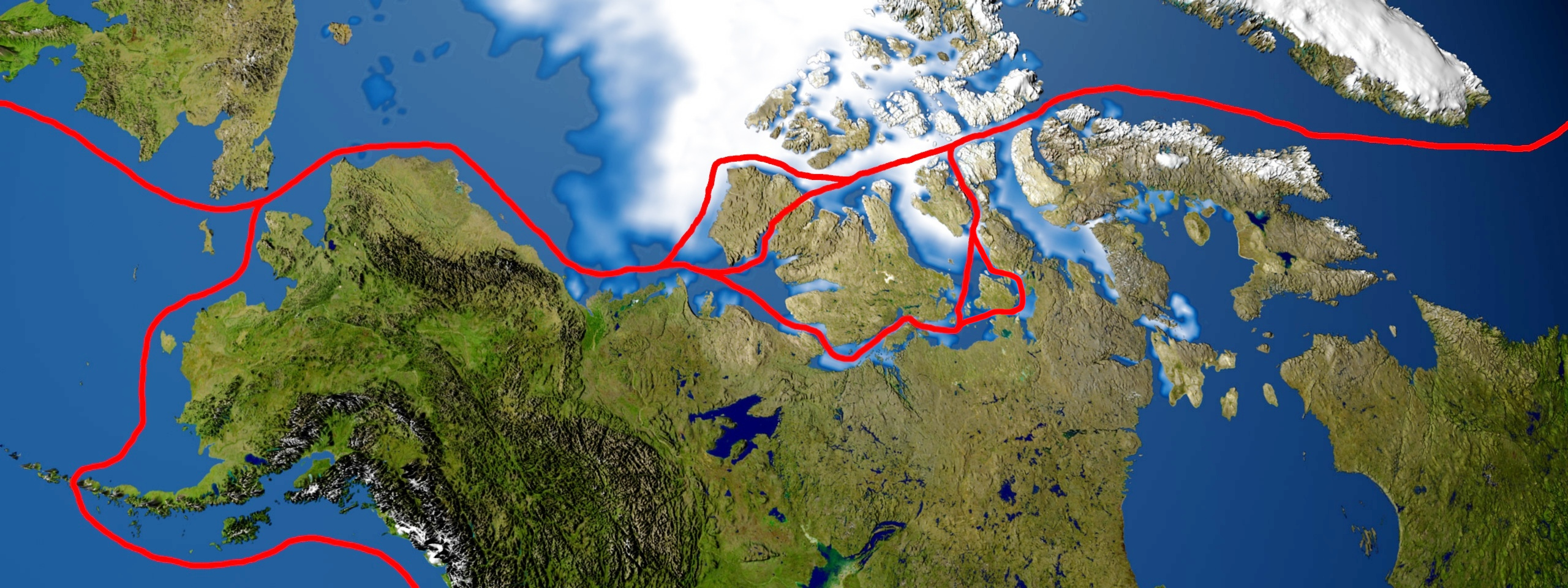
مسیرهای گذرگاه شمال غربی

گذرگاه شمال غربی (انگلیسی: Northwest Passage) مسیری دریایی است که اقیانوس اطلس شمالی را از راه اقیانوس شمالگان و در امتداد ساحل شمالی آمریکای شمالی و از طریق راه‌های دریایی میان مجمع‌الجزایر قطبی کانادا به اقیانوس آرام متصل می‌سازد.